# 동대문도서관
동대문도서관은 대한민국 서울특별시 동대문구에 있는 도서관이다.

## 연혁
- 2011.12.22 2011 학부모교육기관 최우수 기관상 수상
- 2011.12.06 제6회 서울시교육청 평생학습관 및 도서관 평가 "우수상" 수상
- 2011.02.01 직제개편에 따른 과 명칭 변경(자료봉사과→정보자료과/ 관리과→행정지원과)
- 2010.12.15 서울시교육청전자도서관(e-에듀리브) 개관
- 2010.03.02 RFID 시스템 설치
- 2010.02.23 중국 연변과학기술대학교 국제교류 체결
- 2010.01.19 서울시교육청 평생학습관 및 도서관 통합홈페이지 오픈
- 2010.01.18 도서관 무선랜 시스템 개통
- 2009.07.01 리모델링 공사에 따른 재개관
- 2008.12.31 동대문도서관 홈페이지 개편
- 2004.01.01 관리과,자료봉사과,학교도서관지원과로 조직 개편
- 2002.11.28 디지털자료실 확장 이전
- 2001.11.26 장애인용 엘리베이터 설치
- 2001.01.01 관리과,자료봉사과,학교도서관지원팀으로 조직 개편
- 2000.01.17 비도서 관외대출 실시
- 1999.07.16 관리과, 자료봉사과로 조직 개편
- 1998.08.01 홈페이지 개설
- 1997.07.01 전장서 관외대출 실시
- 1996.10.01 디지털자료실 개설
- 1981.09.24 관외대출회원제 실시
- 1971.03.31 동대문도서관 개관

## 시설현황
- 5층: 종합자료2실
- 4층: 종합자료1실
- 3층: 자율학습2실, 관장실, 행정지원과, 정보자료과, 독서문화진흥과
- 2층: 자율학습1실, 시청각실, 세미나실, 문화교실
- 1층: 어린이실, 도서반납함, 전시실, 안내실
- 지하: 식당/매점, 보일러실, 서고